# デンバーサウルス
デンバーサウルス（Denversaurus）は、白亜紀後期マーストリヒチアンの北アメリカ西部に生息したノドサウルス科の恐竜の属である。

## 概要
1988年にロバート・T・バッカーによってエドモントニアから独立するとして新たに記載されたが、その後1990年にケネス・カーペンターによってふたたびエドモントニア属に含まれる意向が固まった。ただし2015年のマイケル・バーンズの研究に従い、現在では有効名として扱われ系譜的にはパノプロサウルスに近縁ではないかと考えられている。
全長は5.5mほどで、ノドサウルス科としては比較的最後まで生存していた種類である。